# Patrick O'Hely
Patrick O'Hely (... – Kilmallock, 13 agosto 1579) è stato un vescovo cattolico irlandese.

## Biografia
Originario del Connacht, abbracciò la vita religiosa nell'ordine francescano in tenera età e si trasferì ad Alcalá de Henares per completare la sua formazione.
Mentre si trovava a Roma, nel 1579 papa Gregorio XIII lo elesse vescovo di Mayo. Il vescovo giunse in patria mentre in Irlanda infuriava la rivolta dei cattolici contro il governo di Elisabetta I Tudor.
Arrestato a Limerick insieme con il suo assistente, il francescano Connor O'Rourkelord, fu condotto a Kilmallock per essere interrogato dal lord giustiziere d'Irlanda, William Drury.
Condannato a morte, fu ucciso alle porte di Kilmallock.

## Culto
È uno dei diciassette martiri irlandesi beatificati da papa Giovanni Paolo II il 27 settembre 1992.
Il suo elogio si legge nel Martirologio romano al 13 agosto.